# Ел Тупаро
Национален природен парк „Ел Тупаро“ (на испански: Parque Nacional Natural El Tuparro) е национален парк в Колумбия, разположен в департамент Вичада в природен регион Оринокия, още известен като „Източните равнини“ (Llanos Orientales).
Това е единствената защитена територия в Източните равнини в рамките на колумбийската система от природни паркове. Една от основните атракции в парка е пълноводният поток Раудал де Майпурес, който германският пътешественик и естествоизпитател Александър фон Хумболт нарекъл „осмото чудо на света“..
Територията на парка е ограничена на изток от река Ориноко, на север от река Томо и на юг от река Тупаро. Паркът е основан през 1970 година и заема площ от 548 хиляди хектара. В допълнение към двата обширни типа природни екосистеми – залети и незалети савани, паркът съдържа и пет типа лонгозни гори.
Средногодишният валеж е 2477 mm в западната част на парка и 2939 mm в източната. Средната температура е 27 °C. Саваната заема 75% от територията, а останалата част е заета от гори.. Преобладаващите растения са маврициевите палми и дърветата от вида Caraipa llanorum, а в сухите части – тревата.
Парк Ел Тупаро се обитава от 74 вида бозайници, 320 вида птици, много от които морски, 17 вида влечуги, 26 вида риби и 5 вида примати. Земноводните се радват на относително голямо разнообразие поради различните екосистеми в рамките на парка. Птиците включват представители на Penelopinae, Cracinae, Anhimidae, орли и патици. Саванните бозайници включват белоопашат елен, гигантски броненосец, малък саванен броненосец, тапир. Горите се обитават от пекарита, пуми, ягуари..